# 미라클 워커
《미라클 워커》(영어: The Miracle Worker)는 1962년 개봉한 미국의 전기 영화이다. 아서 펜이 감독을 맡았으며, 윌리엄 깁슨의 동명 희곡이 영화의 원작이다. 배우 앤 밴크로프트가 앤 설리번 선생 역을, 배우 패티 듀크가 헬렌 켈러 역을 연기했으며, 이들 역으로 두 배우는 아카데미 여우주연상과 여우조연상을 수상했다.

## 출연

### 주연
- 앤 밴크로프트

### 조연
- 빅터 조리

## 기타
- 원작자: 윌리엄 깁슨
- 미술: 조지 젠킨스
- 의상: 러스 모리

## 같이 보기
- 블랙 (영화)